# Amanda Randolph

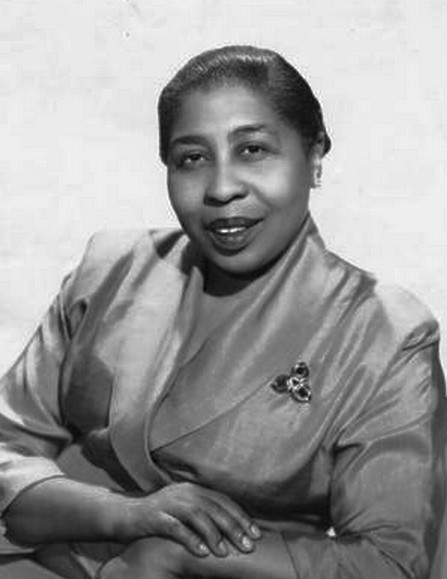
Amanda Randolph en Beulah

Amanda Randolph (2 de septiembre de 1896 - 24 de agosto de 1967) fue una actriz y cantante estadounidense, la primera afroestadounidense en protagonizar de manera regular un show televisivo, la producción de DuMont Television Network The Laytons.

## Primeros años
Nacida en Louisville, Kentucky, Randolph era hija de un ministro metodista y de una maestra. Tenía una hermana menor, Lillian Randolph, que también fue actriz.

## Carrera

### Música
La familia Randolph se movía con frecuencia. A los 14 años de edad, ella empezó a ganar un dinero extra tocando el piano y el órgano en Cleveland, Ohio. Hacia 1919 fue a vivir a Cincinnati, Ohio, donde grabó varias piezas de música jazz y blues para la compañía Vocalstyle de Cincinnati en formato rollo de piano, mientras trabajaba tocando en el Teatro Lyric de Cincinnati. Esos son los únicos rollos conocidos grabados por una pianista negra. Randolph hizo su trabajo para la compañía con el nombre de Mandy Randolph. 
Ella también se hizo conocida la intérprete del disco "The Yellow Dog Blues", de W. C. Handy, en 1919. Asimismo, Randolph escribió música que grabó para Vocalstyle, siendo intérprete y compositora de "I'm Gonna Jazz My Way Right Straight Thru Paradise", y coautora de "Cryin' Blues" junto a H. C. Washington.
Randolph también hizo diversas grabaciones junto a Sammie Lewis. Todavía con el nombre de Mandy Randolph, grabó "Cootie Crawl" el 30 de abril de 1923, y "I Got Another Lovin' Daddy" para Gennett Records.
En 1924 fue invitada a sumarse al musical de Noble Sissle Eubie Blake Shuffle Along, representado en Nueva York, participando a continuación en Lucky Sambo como una de las Three Dixie Songbirds (compartiendo cartel con Tim Moore). En 1925 fue parte del show de Sissle y Blake The Chocolate Dandies. Randolph actuó después en musicales en el neoyorquino The Harlem Alhambra hasta 1930, tras lo cual, y durante un año, estuvo actuando en Europa e Inglaterra.
Randolph trabajó en los circuitos de vodevil y burlesque  como comediante y como cantante. Sin embargo, en 1932 inició un período de cuatro años alejada del mundo del espectáculo, casándose y ayudando a su marido a dirigir su restaurante en Nueva York, The Clam House, favorito de los miembros de la industria del espectáculo. Tras ello, volvió a actuar, tocando el piano en un club de Greenwich Village llamado The Black Cat. En esa época grabó nuevos discos, en esta ocasión para el sello Bluebird Records, cantando con un grupo propio, Amanda Randolph and her Orchestra. En 1936 grabó en Nueva York "Please Don't Talk About My Man", "Doin' The Suzie-Q", "Honey, Please Don't Turn Your Back On Me", "For Sentimental Reasons", "He May Be Your Man But", y "I've Got Something In My Eye".

### Cine, radio y televisión

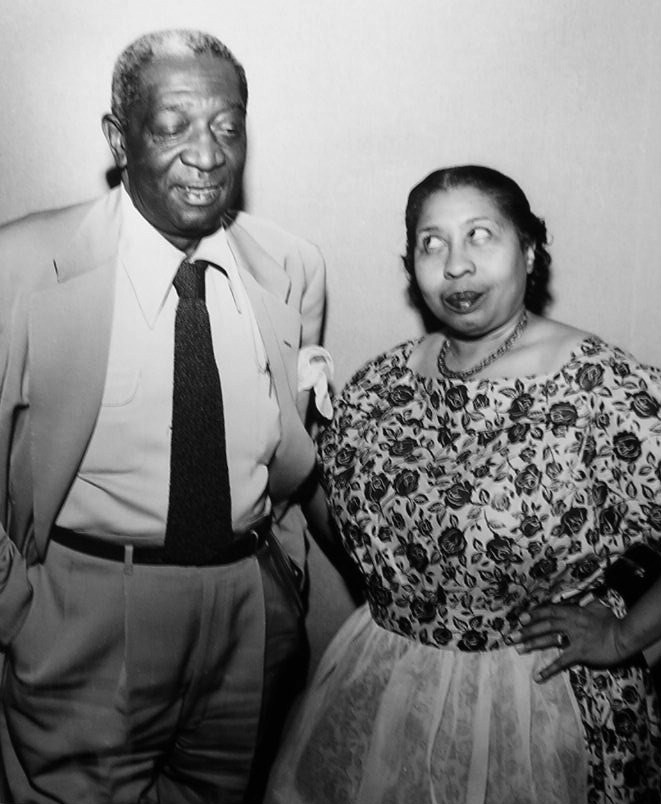
Amanda Randolph como "Beulah", junto a Ernest Whitman

La carrera cinematográfica de Randolph se inició en 1936 con Black Network. Posteriormente rodó varios filmes de Oscar Micheaux, entre ellos Swing, Lying Lips y The Notorious Elinor Lee. Pronto trabajó también en el circuito de Broadway, con papeles en The Male Animal y Harlem Cavalcade. En esa misma época, Randolph también se inició en la radio, ayudada por gente a la que conoció en The Clam House, y que le consiguió una prueba con la CBS. Así, empezó a colaborar con varios shows radiofónicos: Young Dr. Malone, Romance of Helen Trent y  Big Sister.
Randolph fue miembro regular del reparto de Abie's Irish Rose, Kitty Foyle, y Miss Hattie, con Ethel Barrymore, pieza en la que encarnaba a Venus. Otro de los shows radiofónicos en los que intervino fue Grand Central Station, y el show de Rudy Vallée.
Ella continuó actuando en el cine hasta los años 1960, y fue una de las primeras afroamericanas en destacar en la comedia televisiva. En este sentido, fue la primera actriz afroamericana en trabajar de manera regular en un show televisivo, la producción de DuMont Television Network The Laytons. Este programa se emitió durante dos meses en 1948.
En la temporada televisiva 1948-1949, Randolph trabajó en un programa musical propio para DuMont, Amanda, convirtiéndose en la única afroamericana que hasta la fecha había tenido un programa propio.
Randolph no se mudó a California hasta 1949, cuando consiguió un papel en la cinta de Sidney Poitier No Way Out. Después se hizo intérprete regular del show negro más importante de la época, Amos 'n' Andy, encarnando a la madre de Sapphire, Ramona Smith, desde 1951 a 1953, papel que repitió en la versión radiofónica del programa desde 1951 a 1954. En dicha serie, trabajó con su hermana Lillian, que interpretaba a Madame Queen. Además, Amanda fue protagonista e intérprete del personaje del título en el programa radiofónico Beulah desde 1953 a 1954, asumiendo el papel que en su momento encarnó Lillian. La actriz también actuó para CBS Radio Workshop en 1956, como la heroína Annie Christmas en The Legend of Annie Christmas.
Randolph tuvo también un papel recurrente como Louise en el show de la CBS The Danny Thomas Show. Igualmente, fue artista invitada en el programa de la NBC The Barbara Stanwyck Show. 

## Vida personal
En 1955, Randolph abrió un restaurante en Los Ángeles, "Mama's Place", en la que ella cocinaba. A pesar de todo su trabajo cinematográfico y televisivo, no llegó a obtener una pensión del Sindicato de Actores de Cine a los 70 años de edad.
Randolph se casó con Arthur Sherman en Cincinnati el 12 de septiembre de 1918. La pareja se divorció más adelante.
Su segundo matrimonio fue con Harry Hansberry pasado el año 1940. Hansberry era propietario del restaurante "Hansberry's Clam House" (o "Edith's Clam House"). La pareja tuvo dos hijos antes de separarse. Hansberry falleció a causa de un infarto de miocardio en 1961.
Amanda Randolph falleció a causa de un accidente cerebrovascular in Duarte, California, en 1967, a los 70 años de edad. Le sobrevivieron un hijo, Joseph, y una hija, Evelyn. Fue enterrada en el Cementerio Forest Lawn Memorial Park de Hollywood Hills, a lado de su hermana Lillian.